# Tectaria athyriosora
Tectaria athyriosora är en ormbunkeart som beskrevs av M. Price. Tectaria athyriosora ingår i släktet Tectaria och familjen Tectariaceae. Inga underarter finns listade.